# Malo (prénom)
Pour les articles homonymes, voir Malo.
Malo est un prénom masculin breton, surtout connu grâce aux villes de Saint-Malo et Malo-les-Bains. Les Malo sont honorés le 15 novembre en la mémoire de saint Malo, l'un des fondateurs de la Bretagne. Il naquit dans le Gwent au pays de Galles.

## Étymologie
L'étymologie de cet anthroponyme est mal éclaircie. Cependant, l'hypothèse la plus plausible repose sur l'association de deux termes brittoniques, attestés en vieux breton sous les formes mach « otage, gage » et lou « lumière, brillant, beau ». C'est l'équivalent exact du nom d'origine germanique Gislaberht, Giselberht, combinaison des éléments gisal- « gage « et -berht « lumière », « le porteur de lumière ».
La forme populaire Malo (et diverses variantes Malou, -oux, -od, -ot, etc. surtout connues comme patronymes) est issue directement du brittonique, tandis que la forme Maclou est issue du britannique  mais par l'intermédiaire d'une forme latine Maclovius. Ce type de doublon « formation populaire / formation savante » est fréquent en anthroponymie et il y a de nombreux exemples en français : Alice / Adélaïde ; Jorres / Georges et notamment Louis / Clovis qui offre un contexte phonétique comparable à partir de l'étymon germanique Hlodowig.
Machlou a aussi été latinisé en Machutus, qui est sans doute un hypocoristique du premier, formé également à partir de Mach- auquel a été adjoint un suffixe -utus.

## Variantes

### Variantes latines
Le nom est latinisé en Machutus ou Maclovius.

### Variantes linguistiques
- français : Malo, Maclou, Mahou, Malou[4], Maleaume[5]
  - formes féminines françaises : Maclovie, Malvine[6], Maloe[7],[8]
- breton : Maloù
- catalan : Maclovi
- espagnol : Maclovio[9], Macuto[9]
  - formes féminines espagnoles : Maclovia[10]
- gallo : Mâlo
- grec : Μακλόβιος (Maklóvios), Μαλό (Maló)[11]
- italien : Maclovio[12], Macuto[12]
- poitevin : Macou[13]
- polonais : Maklowiusz
- portugais : Maclóvio[14], Macuto[14]

## Popularité du nom
Ce prénom a été historiquement peu donné. Cependant, il a connu un regain de popularité à partir de la fin du XXe siècle et de façon plus prononcée à partir des années 2010. En 2022, le prénom a connu un record d'attribution et a été donné à 2 146 nouveau-nés,.

## Malo comme nom de personne ou prénom

### Saint
Saint Malo est considéré comme l'un des sept saints fondateurs de la Bretagne. Né au pays de Galles, vers 570, d'une mère qui aurait eu 67 ans, sa jeunesse est l'objet de nombreuses légendes.
Il avait entrepris un voyage aux côtés de saint Brendan afin de découvrir l'« île du Paradis ». Après sept années d'errance qui le conduisirent au pays des glaces et firent vivre diverses aventures merveilleuses, il toucha les côtes bretonnes au VIe siècle.
Il se serait ensuite installé à Aleth (aujourd'hui Saint-Servan). Lorsqu'Aleth fut élevé au rang d'évêché, Malo en devint le premier évêque et y fonda un monastère. Il y mena une active évangélisation qui lui valut de rudes affrontements politiques et une période d'exil en Saintonge où il décéda vers 640.
Un siècle après la mort de Malo, les habitants d'Aleth partirent quérir ses reliques afin de les déposer dans la cathédrale bâtie en son honneur où depuis elles demeurent.
L'emplacement de son tombeau sur une presqu'île rocheuse près d'Aleth donna naissance à la ville de Saint-Malo.

### Prénom Malo
- Malo Louarn, dessinateur.
- Théophile-Malo de La Tour d'Auvergne-Corret, militaire et linguiste breton.

### Nom de famille Malo
- Ignace Henri Malo
- Gaspard Malo, créateur de la commune de Malo-les-Bains (maintenant intégrée à Dunkerque)